# Dora Flieger
Dora Flieger (* um 1875 in Frankfurt am Main; † nach 1902) war eine Theaterschauspielerin.

## Leben
Flieger begann ihre Bühnenlaufbahn 1895 in Nürnberg, kam 1896 nach Eberswalde, 1897 nach Kiel, 1898 nach Bromberg, und trat 1899 in den Verband des Stadttheaters Mainz, wo sie als „Klärchen“ debütierte. Sie vertrat daselbst das Fach der ersten Liebhaberinnen und Heldinnen, von ihren schönen äußeren Mitteln erfolgreich unterstützt. Ihre „Roxanne“, „Nanetta“ in „Rote Robe“, „Schulreiterin“ sind ebenso sympathische Darbietungen wie „Amalie“, „Julie“, „Gräfin Tertzky“ etc.
Über ihren Lebensweg nach 1902 ist nichts bekannt.